# Орловська сільська рада (Янаульський район)
Орло́вська сільська рада (рос. Орловский сельский совет) — муніципальне утворення у складі Янаульського району Башкортостану, Росія. Адміністративний центр — село Орловка.

## Населення
Населення — 709 осіб (2019, 794 в 2010, 798 в 2002).

## Склад
До складу поселення входять такі населені пункти:
| Населений пункт     | Населення, осіб (2002) | Населення, осіб (2010) |
| ------------------- | ---------------------- | ---------------------- |
| Ігровка, присілок   | 86                     | 80                     |
| Нікольськ, присілок | 134                    | 126                    |
| Орловка, село       | 340                    | 374                    |
| Петровка, присілок  | 177                    | 171                    |
| Ям'яди, присілок    | 61                     | 43                     |